# Тигран Саргсјан
Тигран Саргсјан (јерм. Տիգրան Սարգսյան; Ванадзор (Кировакан), 29. јануар 1960) је премијер Јерменије од априла 2008. године. Дана 1. фебруара 2016. године изабран је за председника управног одбора Евроазијске економске комисије.
Раније је био на позицији гувернера Народне банке Јерменије од 1998. године до 2008. године.